# Рейгада
Рейгада (порт. Reigada) — район (фрегезия) в Португалии, входит в округ Гуарда. Является составной частью муниципалитета Фигейра-де-Каштелу-Родригу. По старому административному делению входил в провинцию Бейра-Алта. Входит в экономико-статистический субрегион Бейра-Интериор-Норте, который входит в Центральный регион. Население составляет 348 человек на 2001 год. Занимает площадь 25,43 км².
Покровителем района считается Сан-Висенте (порт. São Vicente).